# Signaturkarte
Durch die Unterschriftenfunktion von Signaturkarten werden handschriftliche Unterschriften durch elektronische Unterschriften ersetzt, die in gleicher Weise rechtsverbindlich sind. Damit kann ein elektronisches Dokument signiert und die Identität der Person, die das Dokument versandt hat, einwandfrei nachgewiesen werden.

## Funktionsweise

Schemaskizze Elektronische Signatur

Die Signaturkarte ist eine Chipkarte, die den privaten Schlüssel (Signaturschlüssel) eines digitalen Zertifikats auf Basis eines PKI-Verfahrens gemäß Public-Key Cryptography Standards (PKCS) enthält. Die Chipkarte bietet die höchste Sicherheitsstufe für die Signatur, da der Signaturschlüssel prinzipbedingt nicht aus der Chipkarte ausgelesen werden kann und auch nicht durch andere Analysemöglichkeiten oder Zerstörung der Chipkarte geknackt werden kann.  
Die Verwendung der Signaturkarte kann zusätzlich mit einer Persönlichen Identifikationsnummer (PIN) geschützt werden (Zwei-Faktor-Authentisierung), so dass sich mit dem Besitz einer verlorenen Signaturkarte keine Signaturen fälschen lassen.
Die Signatur eines elektronischen Dokuments (Nutzdatei) wird wie folgt erzeugt:
- Der Absender ermittelt den Hashwert der Nutzdatei mit Hilfe einer kryptographischen Hashfunktion, z. B. mit SHA-2.
- Die Signaturkarte verknüpft den Hashwert mit dem privaten Schlüssel (Signaturschlüssel) zu einem verschlüsselten Hashwert (Signatur).
- Der Absender übermittelt die Nutzdatei und die Signatur an den Empfänger. Hierbei kann die Signatur eingebettet werden oder als getrennte Datei verschickt werden.
- Der Empfänger entschlüsselt die Signatur mit dem öffentlichen Schlüssel des Absenders (Signaturprüfschlüssel aus dem Zertifikat des Absenders) und erhält den ursprünglichen Hashwert der Nutzdatei.
- Der Empfänger vergleicht den entschlüsselten Hashwert mit dem aus der erhaltenen Nutzdatei erneut berechneten Hashwert. Nur wenn beide Hashwerte gleich sind, ist die Nutzdatei unverändert und kann als vom Absender rechtsverbindlich unterschrieben gewertet werden (Feststellung der Integrität).

Die Signaturfunktion kann mit anderen Chipkartenanwendungen kombiniert werden (z. B. in Verbindung mit einem elektronischen Personalausweis).
Für die Erstellung und Verifikation von Signaturen gibt es standardisierte Softwareapplikationen.
Es gibt mehrere Anwendungen der Signaturkarte: D-TRUST, Datev-Card, medisign, S-TRUST, Signtrust, Telesec, Bürgerkarte und SwissID.